# Nocticola babindaensis
Nocticola babindaensis es una especie de cucaracha del género Nocticola, familia Nocticolidae. Fue descrita científicamente por Roth en 1988.
Habita en Australia (Queensland).